# Liefde is kouder dan de dood
"Liefde is kouder dan de dood" is een theatervoorstelling uit 2008, geschreven door Dick van den Heuvel en Stan Lapinski over zogenaamde "loverboy-praktijken". Tijdens de tournee van een eerdere theatervoorstelling, getiteld "rZpkt" kwamen de makers erachter dat in jeugdgevangenissen (situatie tot 2007) niet alleen de daders van "loverboy"-misdaden maar vaak ook hun slachtoffers opgesloten zaten. Dit omdat er in de reguliere opvang voor dit soort meisjes vaak geen plek was.
De voorstelling werd geregisseerd door Titus Muizelaar, en gespeeld door Alexandra Alphenaar, Youssef Idilbi, Sofian Abayahya en Dunya Khayame en was een productie van theaterinitiatief rZpkt.
In het stuk weet een meisje dat zich heeft laten misbruiken door verschillende jongens om zo geld te verdienen voor haar vriend dat hij een gang verder gevangen zit dan zij. Echter het meisje haalt werkelijkheid en dat wat ze zich heeft ingebeeld door elkaar, en kan zich daarbij ook niet voorstellen dat de jongen waarvan ze nog steeds heel veel houdt schuldig is. De plot is een variant op het klassieke Romeo en Julia-verhaal.